# دارنيل مي
دارنيل مي (بالإنجليزية: Darnell Mee)‏ مواليد 11 فبراير 1971 في كليفلاند، هو لاعب كرة سلة أسترالي سابق. بدأ مسيرته الاحترافية في سنة 1993. تم اختياره من قبل فريق غولدن ستايت ووريورز خلال الدرافت. حمل الرقم 4. يبلغ طوله 6 قدم 5 بوصة (2.0 م). اعتزل اللعب في 2009.

## المسيرة الاحترافية
لعب مع دنفر ناغتس من سنة 1993 إلى 1995، ثم لعب مع بي سي إم جرافيلين في الدوري الفرنسي في موسم 1996–1997، ثم لعب مع أديليد ثيرتي سيكسترز في الدوري الأسترالي من سنة 1997 إلى 2000، ثم لعب مع فيرتوس بالاكانسترو بولونيا في سنة 2000، ثم لعب مع أديليد ثيرتي سيكسترز في الدوري الأسترالي في موسم 2000–2001، ثم لعب مع كيرنز تيبانز في موسم 2002–2003.

## روابط خارجية
- دارنيل مي على موقع الاتحاد الدولي لكرة السلة (الإنجليزية)
- دارنيل مي على موقع إن بي أي (الإنجليزية)
- دارنيل مي على موقع سبورتس رفرنس (الإنجليزية)
- دارنيل مي على موقع كرة السلة الأوروبية.كوم (الإنجليزية)
- دارنيل مي على موقع كلية كرة السلة في سبورتس رفرنس.كوم (الإنجليزية)
- دارنيل مي على موقع ريلجم (الإنجليزية)
- دارنيل مي على موقع بروبوليرز (الإنجليزية)
- دارنيل مي على موقع سبورتس رفرنس (الإنجليزية)